# アスクレパイン
アスクレパイン（Asclepain、EC 3.4.22.7）は、パパインと同様の化学反応を触媒する酵素である。
この酵素は、トウワタのラテックスから単離される。